# نيل كاردونر
نيل كاردونر جراتاكوس (بالإنجليزية: Nil Cardoner Gratacós)‏، المولود في 16 سبتمبر 1998 في جرندة، هو ممثل إسباني.أول ظهور تلفزيوني له كان أول ظهور له في مسلسل حديقة حيوان (2008). عمل في العديد من المسلسلات التليفزيونية، مثل الصابئون (2009–2011) و أساور حمراء (2011–2013). في عام 2019، ظهر لأول مرة في دور أوسكار في المسلسل التلفزيوني الهوكي (2019–2020). كما شارك في فيلم فينيكس 11:23 كبطل رواية برفقة نظرت إلى فيلابويج، شريك التصوير في أساور حمراء.

## روابط خارجية
- نيل كاردونر على موقع IMDb (الإنجليزية)
- نيل كاردونر على موقع روتن توميتوز (الإنجليزية)
- نيل كاردونر على موقع قاعدة بيانات الفيلم (الإنجليزية)